# Åsa Berglund
Åsa Berglund, född 30 november 1978, är en fotbollsspelare från Sverige (målvakt) som spelat i Sunnanå SK säsongerna 1994 - 2010. År 2009 och 2010 har Berglund delat målvaktsplatsen med den brasilianska landslagsmålvakten Bárbara Micheline do Monte Barbosa.